# Sphaerosporella
Sphaerosporella — рід грибів родини Pyronemataceae. Назва вперше опублікована 1961 року.

## Класифікація
Згідно з базою MycoBank до роду Sphaerosporella відносять 3 офіційно визнані види:
- Sphaerosporella brunnea
- Sphaerosporella hinnulea
- Sphaerosporella taiwania